# Lista miniștrilor afacerilor externe în anul 2018
Lista miniștrilor afacerilor externe în anul 2018 se bazează pe Lista statelor lumii și pe Lista de teritorii dependente, așa cum sunt ele cunoscute de la 1 ianuarie 2017 pâna la 31 decembrie 2018.
Gruparea acestora s-a făcut pe baza statutului entitătii pe care o reprezintă după cim urmează State independente recunoscute cvasigeneral, State independente recunoscute parțial de comunitatea internațională, State independente nerecunoscute, Entități cu statut apropiat de cel de stat, Diviziuni administrative autonome',  Territorii nesuverane, autonome sau cu administrație specială și Guverne alternative și / sau în exil.
Ministrul afacerilor externe (numele oficial al funcției poate diferi de la stat la stat conform uzanțelor naționale) este acel membru al guvenului însărcinat cu aplicarea politicii externe a statului și asigurarea relațiilor cu alte state și organizații internaționale cu responsabilități executive. Un ministru al Afacerilor externe poate asigura uneori și alte portofolii în cadrul unui guvern. Deoarece aceste portofolii nu prezintă interes pentru această listă, ele nu au fost prezentate.
Pot avea miniștri de externe și teritoriile autonome, fie ele diviziuni administrative sau teritorii dependente.

## State independente recunoscute cvasigeneral
| Statul                                   | Funcția | Numele | Începând cu         |
| ---------------------------------------- | --- | --- | ------------------- |
|                                          | Ministru al Afacerilor Externe                                                                                                  | Salahuddin Rabbani | 1 februarie 2015    |
| Africa de Sud                            | Miniștri ai Relațiilor Internaționale și Cooperării (succesivi)                                                                 | Lindiwe Sisulu | 26 februarie 2018   |
| Africa de Sud                            | Miniștri ai Relațiilor Internaționale și Cooperării (succesivi)                                                                 | Maite Nkoana-Mashabane                                                                                                   | 11 mai 2009         |
| Albania                                  | Ministru al Afacerilor Externe                                                                                                  | Ditmir Bushati | 16 septembrie 2013  |
| Algeria                                  | Ministru al Afacerilor Externe și Cooperării Internaționale                                                                     | Abdelkader Messahel | 25 mai 2017         |
| Andorra                                  | Ministru al Afacerilor Externe                                                                                                  | Maria Ubach Font | 17 iulie 2017       |
| Angola                                   | Ministru al Relațiilor Externe                                                                                                  | Manuel Domingos Augusto                                                                                                  | 28 septemberie 2017 |
| Antigua și Barbuda                       | Miniștri al=i Afacerilor Externe (succesivi)                                                                                    | E.P. Chet Greene | 22 martie 2018      |
| Antigua și Barbuda                       | Miniștri al=i Afacerilor Externe (succesivi)                                                                                    | Charles Fernandez | 18 iunie 2014       |
| Arabia Saudită                           | Miniștri ai Afacerilor Externe (succesivi)                                                                                      | Ibrahim Abdulaziz Al-Assaf                                                                                               | 28 decembrie 2018   |
| Arabia Saudită                           | Miniștri ai Afacerilor Externe (succesivi)                                                                                      | Adel al-Jubeir | 18 octombrie 2015   |
| Argentina                                | Miniștri al Afacerilor Externe                                                                                                  | Jorge Faurie | 12 iulie 2017       |
| Armenia                                  | Miniștri ai Afacerilor Externe (succesivi)                                                                                      | Zohrab Mnatsakanian | 12 mai 2018         |
| Armenia                                  | Miniștri ai Afacerilor Externe (succesivi)                                                                                      | Eduard Nalbandyan | 14 aprilie 2008     |
| Australia                                | Miniștri pentru Afacerile Externe (succesivi)                                                                                   | Marise Payne | 28 august 2018      |
| Australia                                | Miniștri pentru Afacerile Externe (succesivi)                                                                                   | Julie Bishop | 15 septembrie 2013  |
| Austria                                  | Ministru federal pentru Afacerile Externe și Integrarea Europeană                                                               | Karin Kneissl | 17 decembrie 2017   |
| Azerbaidjan · (vezi și: § 3 )            | Ministru al Afacerilor Externe                                                                                                  | Elmar Mammadyarov | 7 aprilie 2004      |
| Bahamas                                  | Ministru al Afacerilor Externe și Imigrației                                                                                    | Darren Henfield | 15 mai 2017         |
| Bahrain                                  | Ministru al Afacerilor Externe                                                                                                  | șeic Khalid ibn Ahmad Al Khalifah                                                                                        | 26 septembrie 2005  |
| Bangladesh                               | Munistru al Afacerilor Externe                                                                                                  | Abul Hassan Mahmud Ali                                                                                                   | 20 februarie 2014   |
| Barbados                                 | Miniștri ai Afacerilor Externe (succesivi)                                                                                      | Jerome Walcott | 27 mai 2018         |
| Barbados                                 | Miniștri ai Afacerilor Externe (succesivi)                                                                                      | Maxine McClean | 24 noiembrie 2008   |
| Belarus                                  | Ministru al Afacerilor Externe                                                                                                  | Vladimir Makei | 20 august 2012      |
| Belgia · (vezi și : § 11)                | Ministru al Afacerilor Externe și Europene                                                                                      | Didier Reynders | 6 decembrie 2011    |
| Belize                                   | Ministru al Afacerilor Externe                                                                                                  | Wilfred Elrington | 12 februarie 2008   |
| Benin                                    | Ministru al Afacerilor Externe, Integrării Africane, Francofoniei și Beninezilor din Străinătate                                | Aurélien Agbénonci | 6 aprilie 2016      |
| Bhutan                                   | Miniștri ai Afacerilor Externe (succesivi)                                                                                      | Tandi Dorji | 7 noiembrie 2018    |
| Bhutan                                   | Miniștri ai Afacerilor Externe (succesivi)                                                                                      | Dasho Tshering Wangchuk (interimar) (consilier la Ministerul Afacerilor Externe) (Consilier Șef al Guvernului Interimar) | 8 august 2018       |
| Bhutan                                   | Miniștri ai Afacerilor Externe (succesivi)                                                                                      | Damcho Dorji | 2 august 2015       |
| Birmania                                 | Ministru al Afacerilor Externe                                                                                                  | Aung San Suu Kyi (consilier de stat – prim-ministru)                                                                     | 30 martie 2016      |
| Bolivia                                  | Miniștri ai Relațiilor Externe (succesivi)                                                                                      | Diego Pary | 7 septembrie 2018   |
| Bolivia                                  | Miniștri ai Relațiilor Externe (succesivi)                                                                                      | Fernando Huanacuni Mamani                                                                                                | 23 ianuarie 2017    |
| Bosnia și Herzegovina                    | Ministru al Afacerilor Externe                                                                                                  | Igor Crnadak | 31 martie 2015      |
| Botswana                                 | Ministru al Afacerilor Internaționale și Cooperării înternaționale (succesivi)                                                  | Unity Dow | 20 iunie 2018       |
| Botswana                                 | Ministru al Afacerilor Internaționale și Cooperării înternaționale (succesivi)                                                  | Vincent T. Seretse | 4 aprilie 2018      |
| Botswana                                 | Ministru al Afacerilor Internaționale și Cooperării înternaționale (succesivi)                                                  | Pelonomi Venson-Moitoi                                                                                                   | 30 octombrie 2014   |
| Brazilia                                 | Ministru al Relațiilor Externe                                                                                                  | Aloysio Nunes Ferreira Filho                                                                                             | 8 martie 2017       |
| Brunei                                   | Ministru al Afacerilor Externe                                                                                                  | Hassanal Bolkiah (sultan și prim-ministru)                                                                               | 22 octombrie 2015   |
| Brunei                                   | Miniștri Secunzi ai Afacerilor Externe (succesivi)                                                                              | Erywan Yusof | 31 ianuarie 2018    |
| Brunei                                   | Miniștri Secunzi ai Afacerilor Externe (succesivi)                                                                              | Lim Jock Seng | 24 mai 2005         |
| Bulgaria                                 | Ministru al Afacerilor Externe                                                                                                  | Ekaterina Zakharieva | 4 mai 2017          |
| Burkina Faso                             | Ministru al Afacerilor Externe, Cooperării și Burkinezilor din Străinătate                                                      | Alpha Barry | 13 ianuarie 2016    |
| Burundi                                  | Miniștri ai Relațiilor Externe și Cooperării Internaționale (succesivi)                                                         | Ezéchiel Nibigira | 19 aprilie 2018     |
| Burundi                                  | Miniștri ai Relațiilor Externe și Cooperării Internaționale (succesivi)                                                         | Alain Aimé Nyamitwe | 18 mai 2015         |
| Cambodgia                                | Ministru al Afacerilor Externe și Cooperării Internaționale                                                                     | Prak Sokhon | 4 aprilie 2016      |
| Camerun                                  | Ministru al Relațiilor Externe                                                                                                  | Lejeune Mbella Mbella | 2 octombriee 2015   |
| Canada · (vezi și : § 11)                | Ministru al Afacerilor Externe                                                                                                  | Chrystia Freeland | 10 ianuarie 2017    |
| Capul Verde                              | Ministru al Afacerilor Externe                                                                                                  | Luís Felipe Tavares | 22 aprilie 2016     |
| Cehia                                    | Miniștri ai Afacerilor Externe (succesivi)                                                                                      | Tomáš Petříček | 16 octombrie 2018   |
| Cehia                                    | Miniștri ai Afacerilor Externe (succesivi)                                                                                      | Jan Hamácek (interimar)                                                                                                  | 17 iunie 2018       |
| Cehia                                    | Miniștri ai Afacerilor Externe (succesivi)                                                                                      | Martin Stropnický | 13 decembrie 2017   |
| Centrafricană, Republica                 | Miniștri ai Afacerilor Externe, Integrării Africane, Francofoniei și Centrafricanulor din Străinătate (succesivi)               | Sylvie Baïpo-Temon | 14 decembrie 2018   |
| Centrafricană, Republica                 | Miniștri ai Afacerilor Externe, Integrării Africane, Francofoniei și Centrafricanulor din Străinătate (succesivi)               | Charles-Armel Doubane | 11 aprilie 2016     |
| Chile                                    | Miniștri ai Afacerilor Externe (succesivi)                                                                                      | Roberto Ampuero | 11 martie 2018      |
| Chile                                    | Miniștri ai Afacerilor Externe (succesivi)                                                                                      | Heraldo Muñoz | 11 martie 2014      |
| China (vezi și : § 2, și § 10)           | Ministru al Afacerilor Externe                                                                                                  | Wang Yi | 16 martie 2013      |
| Ciad                                     | Ministru al Afacerilor Externe, Integrării Africane și Cooperării Internaționale                                                | Chérif Mahamat Zène | 24 decembrie 2017   |
| Cipru · (vezi și : § 2)                  | Miniștri ai Afacerilor Extene (succesivi)                                                                                       | Nikos Christodoulidis | 1 martie 2018       |
| Cipru · (vezi și : § 2)                  | Miniștri ai Afacerilor Extene (succesivi)                                                                                       | Ioannis Kasoulidis | 1 martie 2013       |
| Coasta de Fildeș                         | Ministru al Afacerilor Externe                                                                                                  | Marcel Amon Tanoh | 25 noiembrie 2016   |
| Columbia                                 | Miniștri ai Relațiilor Extene (succesivi)                                                                                       | Carlos Holmes Trujillo                                                                                                   | 1 august 2018       |
| Columbia                                 | Miniștri ai Relațiilor Extene (succesivi)                                                                                       | María Ángela Holguín | 7 august 2010       |
| Comore                                   | Ministru al Relațiilor Externe, Cooperării Internaționale și Comorienilor din Străinătate                                       | Souef Mohamed El-Amine                                                                                                   | 17 iulie 2017       |
| Congo, Republica                         | Ministrul Afacerilor Externe, Cooperării și Congolezilor din Străinătate                                                        | Jean-Claude Gakosso | 10 august 2015      |
| Congo, Republica Democrată               | Ministru al Afacerilor Externe, și întegrării Regionale                                                                         | Léonard She Okitundu | 20 decembrie 2016   |
| Coreea, Republica                        | Ministru al Afacerikor Externe                                                                                                  | Kang Kyung-wha | 17 iunie 2017       |
| Coreeană, R.P.D.                         | Ministru al Afacerilor Externe                                                                                                  | Ri Yong-ho | 9 mai 2016          |
| Costa Rica                               | Miniștri ai Relațiilor Externe (succesivi)                                                                                      | Lorena Aguilar Revelo (interimară)                                                                                       | 11 dcembrie 2018    |
| Costa Rica                               | Miniștri ai Relațiilor Externe (succesivi)                                                                                      | Epsy Campbell Barr | 8 mai 2018          |
| Costa Rica                               | Miniștri ai Relațiilor Externe (succesivi)                                                                                      | Manuel González Sanz | 8 mai 2014          |
| Croația                                  | Ministru al Afacerilor Externe și Europene                                                                                      | Marija Pejčinović Burić                                                                                                  | 19 iunie 2017       |
| Cuba                                     | Ministru al Relațiilor Externe                                                                                                  | Bruno Rodríguez Parrilla                                                                                                 | 2 martie 2009       |
| Danemarca · (vezi și : § 9)              | Ministru pentru Afacerile Externe                                                                                               | Anders Samuelsen | 28 noiembrie 2016   |
| Djibouti                                 | Ministru al Afacerilor Externe și Cooperării Internaționale                                                                     | Mahamoud Ali Youssouf | 22 mai 2005         |
| Dominica                                 | Ministru al Afacerilor Externe și ale CARICOM                                                                                   | Francine Baron | 13 decembrie 2014   |
| Dominicană, Republica                    | Ministru al Afacerilor Externe                                                                                                  | Miguel Vargas Maldonado                                                                                                  | 16 august 2016      |
| Ecuador                                  | Miniștri ai Relațiilor Externe și Integrării (succesivi)                                                                        | José Valencia Amores | 12 iunie 2018       |
| Ecuador                                  | Miniștri ai Relațiilor Externe și Integrării (succesivi)                                                                        | María Fernanda Espinosa                                                                                                  | 24 mai 2017         |
| Egipt                                    | Ministru al Afacerilor Externe                                                                                                  | Sameh Shoukry | 17 iunie 2014       |
| El Salvador                              | Miniștri ai Relațiilor Externe (succesivi)                                                                                      | Carlos Castaneda | 24 mai 2018         |
| El Salvador                              | Miniștri ai Relațiilor Externe (succesivi)                                                                                      | Hugo Martínez | 1 iunie 2014        |
| Elveția                                  | Șeful Departamentului Federal al Afacerilor Externe                                                                             | Ignazio Cassis | 1 noiembreie 2017   |
| Emiratele Arabe Unite                    | Ministru al Afacerilor Externe                                                                                                  | Abdullah bin Zayed Al Nahyan                                                                                             | 9 februarie 2006    |
| Eritreea                                 | Ministru al Afacerilor Externe                                                                                                  | Osman Saleh Mohammed | 16 aprilie 2007     |
| Estonia · (vezi și : §10)                | Ministru al Afacerilor Externe                                                                                                  | Sven Mikser | 23 noiembrie 2016   |
| Eswatini                                 | Miniștri ai Afacerilor Externe și Cooperării Internaționale (succesivi)                                                         | Thuli Dladla | 2 noiembrie 2018    |
| Eswatini                                 | Miniștri ai Afacerilor Externe și Cooperării Internaționale (succesivi)                                                         | Joel Musa Nhleko (interimar)                                                                                             | 5 septembrie 2018   |
| Eswatini                                 | Miniștri ai Afacerilor Externe și Cooperării Internaționale (succesivi)                                                         | Mgwagwa Gamedze . | 29 noiembrie 2013   |
| Etiopia                                  | Ministru al Afacerilor Externe                                                                                                  | Workneh Gebeyehu | 1 noiembrie 2016    |
| Fiji                                     | Ministru pentru Afacerile Externe                                                                                               | Frank Bainimarama (prim -ministru)                                                                                       | 9 septembrieie 2016 |
| Filipine                                 | Secretari ai Afacerilor Externe (succesivi)                                                                                     | Teodoro Locsin Jr. | 17 octombrie 2018   |
| Filipine                                 | Secretari ai Afacerilor Externe (succesivi)                                                                                     | Alan Peter Cayetano | 18 mai 2017         |
| Finlanda                                 | Misistru al Afacerilor Externe                                                                                                  | Timo Soini | 29 mai 2015         |
| Franța (vezi și : § 7)                   | Ministru al Europei și al Afacerilor Externe                                                                                    | Jean-Yves Le Drian | 17 mai 2017         |
| Gabon                                    | Minșitri ai Afacerilor Externe, Cooperării Internaționale și Francofoniei, însărcinați cu Gabonezii din Străinătate (succesivi) | Régis Immongault Tatangani                                                                                               | 7 mai 2018          |
| Gabon                                    | Minșitri ai Afacerilor Externe, Cooperării Internaționale și Francofoniei, însărcinați cu Gabonezii din Străinătate (succesivi) | Noël Nelson Messone | 21 august 2017      |
| Gambia                                   | Miniștri ai Afacerilor Externe (succesivi)                                                                                      | Mamadou Tangara | 29 iunie 2018       |
| Gambia                                   | Miniștri ai Afacerilor Externe (succesivi)                                                                                      | Ousainou Darboe | 1 februarie 2017    |
| Georgia · (vezi și: § 2,)                | Miniștri ai Adaceilor Externe (succesivi)                                                                                       | Davit Zalkaliani | 20 iunie 2018       |
| Georgia · (vezi și: § 2,)                | Miniștri ai Adaceilor Externe (succesivi)                                                                                       | Mikheil Janelidze | 30 decembrie 2015   |
| Germania                                 | Miniștri ai Afacerilor Externe (succesivi)                                                                                      | Heiko Maas | 14 martie 2018      |
| Germania                                 | Miniștri ai Afacerilor Externe (succesivi)                                                                                      | Sigmar Gabriel | 27 ianuarie 2017    |
| Ghana                                    | Ministru al Afacerilor Externe și Integrării Regionale                                                                          | Shirley Ayorkor Botchway                                                                                                 | 28 ianuarue 2017    |
| Grecia                                   | Miniștri ai Afacerilor Externe (succesivi)                                                                                      | Aléxis Tsípras (prim-ministru)                                                                                           | 17 octombrie 2018   |
| Grecia                                   | Miniștri ai Afacerilor Externe (succesivi)                                                                                      | Nikos Kotzias | 23 septembrie 2015  |
| Grenada                                  | Miniștri ai Afacerilor Externe (succesivi)                                                                                      | Peter David | 25 martie 2018      |
| Grenada                                  | Miniștri ai Afacerilor Externe (succesivi)                                                                                      | Elvin Nimrod | 1 iulie 2016        |
| Guatemala                                | Ministru al Relațiilor Externe                                                                                                  | Sandra Jovel | 27 august 2017      |
| Guineea                                  | Ministru al Afacerilor Externe și Guineezilor din Străinătate                                                                   | Mamadi Touré | 22 august 2017      |
| Guineea-Bissau                           | Miniștri ai Afacerilor Externe și Cooperării înternaționale (succesivi)                                                         | João Ribeiro Butiam Có                                                                                                   | 25 aprilie 2018     |
| Guineea-Bissau                           | Miniștri ai Afacerilor Externe și Cooperării înternaționale (succesivi)                                                         | Jorge Malú | 13 decembrie 2016   |
| Guineea Ecuatorială                      | Miniștri ai Afacerilor Extene și Cooperării Internaționale (succesivi)                                                          | Simeón Oyono Esono Angue                                                                                                 | 6 februarie 2018    |
| Guineea Ecuatorială                      | Miniștri ai Afacerilor Extene și Cooperării Internaționale (succesivi)                                                          | Agapito Mba Mokuy | 22 mai 2012         |
| Guyana                                   | Ministru al Afacerilor Externe                                                                                                  | Carl Greenidge | 19 mai 2015         |
| Haiti                                    | Miniștri ai Afacerilor Externe (succesivi)                                                                                      | Bocchit Edmond | 17 septembrie 2018  |
| Haiti                                    | Miniștri ai Afacerilor Externe (succesivi)                                                                                      | Antonio Rodrigue | 21 martie 2017      |
| Honduras                                 | Ministru al Relațiilor Externe                                                                                                  | María Dolores Agüero | 18 aprilie 2016     |
| India                                    | Ministru al Afacerilor Externe                                                                                                  | Sushma Swaraj | 27 mai 2014         |
| Indonezia                                | Ministru al Afacerilor Externe                                                                                                  | Retno Marsudi | 27 octombrie 2014   |
| Iordania                                 | Ministru al Afacerilor Externe și ai Expatriaților                                                                              | Ayman Safadi | 15 ianuarie 2017    |
| Irak · (vezi și : § 9)                   | Miniștri ai Afacerilor Externe (succesivi)                                                                                      | Mohamed Ali al-Hakim | 25 octombrie 2018   |
| Irak · (vezi și : § 9)                   | Miniștri ai Afacerilor Externe (succesivi)                                                                                      | Ibrahim al-Jaafari | 8 septembrie 2014   |
| Iran                                     | Ministru al Afacerilor Externe                                                                                                  | Mohammad Javad Zarif | 15 august 2013      |
| Irlanda                                  | Ministru pentru Afacerile Externe                                                                                               | Simon Coveney | 14 iunie 2017       |
| Islanda                                  | Ministru pentru Afacerile Externe                                                                                               | Guðlaugur Þór Þórðarson                                                                                                  | 11 ianuarie 2017    |
| Israel · (vezi și : § 2)                 | Ministru al Afacerilor Externe                                                                                                  | Beniamin Netaniahu (prim ministru)                                                                                       | 14 mai 2015         |
| Italia                                   | Miniștri ai Afacerilor Externe (succesivi)                                                                                      | Enzo Moavero Milanesi | 1 iunie 2018        |
| Italia                                   | Miniștri ai Afacerilor Externe (succesivi)                                                                                      | Angelino Alfano | 12 decembrie 2016   |
| Jamaica                                  | Ministru al Afacerilor Externe                                                                                                  | Kamina Johnson Smith | 7 martie 2016       |
| Japonia                                  | Ministru al Afacerilor Externe                                                                                                  | Tarō Kōno | 3 august 2017       |
| Kazahstan                                | Miniștri ai Afacerilor Externe (succesivi)                                                                                      | Beybut Atamkulov | 26 decembrie 2018   |
| Kazahstan                                | Miniștri ai Afacerilor Externe (succesivi)                                                                                      | Kairat Abdrakhmanov | 28 decembrie 2016   |
| Kârgâzstan                               | Miniștri ai Afacerilor Externe (succesivi)                                                                                      | Chingiz Aidarbekov | 17 octombrie 2018   |
| Kârgâzstan                               | Miniștri ai Afacerilor Externe (succesivi)                                                                                      | Erlan Abdyldayev | 6 septembrie 2012   |
| Kenya                                    | SecretarI aI Cabinetului pntru Afacerile Externe (succesivi)                                                                    | Monica Juma | 16 februarie 2018   |
| Kenya                                    | SecretarI aI Cabinetului pntru Afacerile Externe (succesivi)                                                                    | funcție vacantă | 26 ianuarie 2018    |
| Kenya                                    | SecretarI aI Cabinetului pntru Afacerile Externe (succesivi)                                                                    | Amina Mohamed | 19 mai 2013         |
| Kiribati                                 | Ministru pentru Afacerile Externe și Imigrare                                                                                   | Taneti Maamau (președinte)                                                                                               | 11 martie 2016      |
| Kuweit                                   | Ministru al Afacerilor Externe                                                                                                  | șeic Sabah Al-Khalid Al-Sabah                                                                                            | 23 octombrie 2011   |
| Laos                                     | Ministru al Afacerilor Externe                                                                                                  | Saleumxay Kommasith | 19 aprilie 2016     |
| Lesotho                                  | Ministru al Afacerilor Externe și Relațiilor Internaționale                                                                     | Lesego Makgothi | 23 iunie 2017       |
| Letonia                                  | Ministru al Afacerilor Externe                                                                                                  | Edgars Rinkēvičs | 25 octombrie 2011   |
| Liban                                    | Ministru al Afacerilor Externe și Emigranților                                                                                  | Gebran Bassil | 15 februarie 2014   |
| Liberia                                  | Miniștri ai Afacerilor Externe (succesivi)                                                                                      | Gbehzohngar Findley | 24 ianuarie 2018    |
| Liberia                                  | Miniștri ai Afacerilor Externe (succesivi)                                                                                      | vacant | 22 ianuarie 2018    |
| Liberia                                  | Miniștri ai Afacerilor Externe (succesivi)                                                                                      | Marjon Kamara | 6 ianuarie 2016     |
| Libia · (vezi și : § 10)                 | Ministru al Afacerilor Externe și Cooperătii Internaționale                                                                     | Mohamed Taha Siala , (Guvernul Acordului Național) (corevendicator începând cu 12 martie 2016)                           | 12 martie 2016      |
| Liechtenstein                            | Ministru al Afacerilor Externe                                                                                                  | Aurelia Frick | 25 martie 2009      |
| Lituania                                 | Ministru al Afacerilor Externe                                                                                                  | Linas Antanas Linkevičius                                                                                                | 13 decembrie 2012   |
| Luxemburg                                | Ministru al Afacerilor Externe și Imgrării                                                                                      | Jean Asselborn | 31 iulie 2004       |
| Macedonia                                | Ministru al Afacerilor Externe                                                                                                  | Nikola Dimitrov | 31 mai 2017         |
| Madagascar                               | Miniștri ai Afacerilor Externe (succesivi)                                                                                      | Eloi Maxime Alphonse | 11 iunie 2018       |
| Madagascar                               | Miniștri ai Afacerilor Externe (succesivi)                                                                                      | Henry Rabary Njaka | 25 august 2017      |
| Malaezia                                 | Miniștri ai Afacerilor Externe (succesivi)                                                                                      | Saifuddin Abdullah | 2 iulie 2018        |
| Malaezia                                 | Miniștri ai Afacerilor Externe (succesivi)                                                                                      | funcție vacantă | 9 mai 2018          |
| Malaezia                                 | Miniștri ai Afacerilor Externe (succesivi)                                                                                      | Anifah Aman | 10 aprilie 2009     |
| Malawi                                   | Ministru al Afacerilor Externe și Cooperării Internaționale                                                                     | Emmanuel Fabiano | 17 iulie 2017       |
| Maldive                                  | Ministru al Afacerilor Externe și Coperării înternaționale (succesivi)                                                          | Abdulla Shahid | 17 noiembrie 2018   |
| Maldive                                  | Ministru al Afacerilor Externe și Coperării înternaționale (succesivi)                                                          | Mohamed Asim | 13 iulie 2016       |
| Mali                                     | Ministru al Afacerilor Externe, Cooperării Internaționale și Integrării Africane (succesivi)                                    | Kamissa Camara | 9 septembrie 2018   |
| Mali                                     | Ministru al Afacerilor Externe, Cooperării Internaționale și Integrării Africane (succesivi)                                    | Tiéman Hubert Coulibaly                                                                                                  | 31 decembrie 2017   |
| Malta                                    | Ministru al Afacerilor Externe                                                                                                  | Carmelo Abela | 6 iunie 2017        |
| Maroc · (vezi și : § 2)                  | Ministru al Afacerilor Externe și Cooperării                                                                                    | Nasser Bourita | 5 aprilie 2017      |
| Marshall, Insulele                       | Ministru al Afacerilor Externe                                                                                                  | John Silk | 1 februarie 2016    |
| Mauritania                               | Miniștri ai Afacerilor Externe și Cooperării (succesivi)                                                                        | Ismail Ould Cheikh Ahmed                                                                                                 | 11 iunie 2018       |
| Mauritania                               | Miniștri ai Afacerilor Externe și Cooperării (succesivi)                                                                        | Isselkou Ould Ahmed Izid Bih                                                                                             | 9 februarie 2016    |
| Mauritius                                | Ministru al Afacerilor Externe și Integrării Regiomale                                                                          | Vishnu Lutchmeenaraidoo                                                                                                  | 14 martie 2016      |
| Mexic                                    | Secretari ai Relațiilor Externe (succesivi)                                                                                     | Marcelo Ebrard | 1 decembrie 2018    |
| Mexic                                    | Secretari ai Relațiilor Externe (succesivi)                                                                                     | Luis Videgaray | 4 ianuarie 2017     |
| Micronezia                               | Secretar al Afacerilor Externe                                                                                                  | Lorin S. Robert | 29 iunie 2007       |
| Moldova, Republica (vezi și: § 3 și § 9) | Miniștri ai Afacerilor Externe și Integrării Europene (succesivi)                                                               | Tudor Ulianovschi | 10 ianuarie 2018    |
| Moldova, Republica (vezi și: § 3 și § 9) | Miniștri ai Afacerilor Externe și Integrării Europene (succesivi)                                                               | Andrei Galbur | 26 ianuarie 2016    |
| Monaco                                   | Ministru al Relaților Externe și Cooperării                                                                                     | Gilles Tonelli | 22 februarie 2015   |
| Mongolia                                 | Ministru al Relațiilor Externe                                                                                                  | Damdin Tsogtbaatar | 20 octombrie 2017   |
| Mozambic                                 | Ministru al Afacerilor Externe și Cooperării                                                                                    | José Condungua Pacheco                                                                                                   | 12 decembrie 2017   |
| Muntenegru                               | Ministru al Afacerilor Externe și Integrării Europene                                                                           | Srđan Darmanović | 28 noiembrie 2016   |
| Namibia                                  | Ministru al Relațiilor Internaționale și Cooperării                                                                             | Netumbo Nandi-Ndaitwah                                                                                                   | 4 decembrie 2012    |
| Nauru                                    | Ministru pentru Afacerile Externe                                                                                               | Baron Waqa (președinte)                                                                                                  | 13 iunie 2013       |
| Nepal                                    | Miniștri ai Afacerilor Externe (succesivi)                                                                                      | Pradeep Gyawali | 14 martie 2018      |
| Nepal                                    | Miniștri ai Afacerilor Externe (succesivi)                                                                                      | funcție vacantă | 15 februarie 2018   |
| Nepal                                    | Miniștri ai Afacerilor Externe (succesivi)                                                                                      | Sher Bahadur Deuba (prim ministru)                                                                                       | 17 octombrie 2017   |
| Nicaragua                                | Ministru al Relațiilor Externe                                                                                                  | Denis Moncada | 16 ianuarie 2017    |
| Niger                                    | Miniștri ai Afacerilor Externe, Cooperării, Integrării Africane și Nigerenilor din Străinătate (succesivi)                      | Kalla Ankourao | 11 aprilie 2018     |
| Niger                                    | Miniștri ai Afacerilor Externe, Cooperării, Integrării Africane și Nigerenilor din Străinătate (succesivi)                      | Ibrahim Yacouba | 11 august 2016      |
| Nigeria                                  | Miniistru al Afacerilor Externe                                                                                                 | Geoffrey Onyeama | 11 noiembrie 2015   |
| Norvegia                                 | Ministru al Afacerilor Externe                                                                                                  | Ine Marie Eriksen Søreide                                                                                                | 20 octombrie 2017   |
| Noua Zeelandă · (vezi și : § 8)          | Ministru al Afcerilor Externe                                                                                                   | Winston Peters | 26 octombrie 2017   |
| Oman                                     | Ministru al Afacerilor Externe                                                                                                  | Qaboos bin Said Al Said (sultan și prim-ministru)                                                                        | 2 ianuarie 1972?    |
| Oman                                     | Ministru Responsabil pentru Afacerile Externe                                                                                   | Yusuf bin Alawi bin Abdullah                                                                                             | 19 decembrie 1997   |
| Pakistan                                 | Miniștri ai Afacerilor Externe (succesivi)                                                                                      | Shah Mehmood Qureshi | 18 august 2018      |
| Pakistan                                 | Miniștri ai Afacerilor Externe (succesivi)                                                                                      | Abdullah Hussain Haroon                                                                                                  | 5 iunie 2018        |
| Pakistan                                 | Miniștri ai Afacerilor Externe (succesivi)                                                                                      | Khurram Dastgir Khan | 11 mai 2018         |
| Pakistan                                 | Miniștri ai Afacerilor Externe (succesivi)                                                                                      | Tehmina Janjua (interimară)                                                                                              | 26 aprilie 2018     |
| Pakistan                                 | Miniștri ai Afacerilor Externe (succesivi)                                                                                      | Khawaja Muhammad Asif | 4 august 2017       |
| Palau                                    | Ministru de Stat (pentru Afaceri Externe)                                                                                       | Faustina K. Rehuher-Marugg                                                                                               | 13 iunie 2017       |
| Panama                                   | Ministru al Relațiilor Externe                                                                                                  | Isabel Saint Malo | 1 iulie 2014        |
| Papua Noua Guinee                        | Ministru pentru Afacerile Externe și Imigrare                                                                                   | Rimbink Pato | 9 august 2012       |
| Paraguay                                 | Miniștri ai Relațiilor Externe (succesivi)                                                                                      | Luis Castiglioni | 15 august 2018      |
| Paraguay                                 | Miniștri ai Relațiilor Externe (succesivi)                                                                                      | Eladio Loizaga | 15 august 2013      |
| Peru                                     | Miniștri ai Relațiilor Externe (succesivi)                                                                                      | Néstor Popolizio | 2 februarie 2018    |
| Peru                                     | Miniștri ai Relațiilor Externe (succesivi)                                                                                      | Cayetana Aljovín | 9 ianuarie 2018     |
| Peru                                     | Miniștri ai Relațiilor Externe (succesivi)                                                                                      | Ricardo Luna | 28 iulie 2016       |
| Polonia                                  | Miniștri ai Afacerilor Externe (succesivi)                                                                                      | Jacek Czaputowicz | 9 ianuarie 2018     |
| Polonia                                  | Miniștri ai Afacerilor Externe (succesivi)                                                                                      | Witold Waszczykowski | 16 noiembrie 2015   |
| Portugalia                               | Miniștru pentru Afaceri Externe                                                                                                 | Augusto Santos Silva | 28 noiembrei 2015   |
| Qatar                                    | Ministru al Afacerilor Externe                                                                                                  | șeic Mohammed bin Abdulrahman bin Jassim Al Thani                                                                        | 27 ianuarie 2016    |
| Regatul Unit (vezi și : § 6 șî § 11)     | Secretari de Stat pentru Afacerile Externe și ale Commonwealth -ului (succesivi)                                                | Jeremy Hunt | 9 iulie 2018        |
| Regatul Unit (vezi și : § 6 șî § 11)     | Secretari de Stat pentru Afacerile Externe și ale Commonwealth -ului (succesivi)                                                | Boris Johnson | 13 iulie 2016       |
| România                                  | Ministru al Afacerilor Externe                                                                                                  | Teodor Meleșcanu | 4 ianuarie 2017     |
| Rusia                                    | Ministru al Afacerilor Externe                                                                                                  | Sergey Lavrov | 9 martie 2004       |
| Rwanda                                   | Miniștri ai Afacerilor Externe și Cooperării Regionale (succesivi)                                                              | Richard Sezibera | 19 octombrie 2018   |
| Rwanda                                   | Miniștri ai Afacerilor Externe și Cooperării Regionale (succesivi)                                                              | Louise Mushikiwabo | 3 decembrie 2009    |
| Samoa                                    | Ministru al Afacerilor Externe                                                                                                  | Tuilaepa Aiono Sailele Malielegaoi (prin-ministru)                                                                       | 23 noiembrie 1998   |
| San Marino                               | Secretar de Stat pentru Afacerile Externe și Politice                                                                           | Nicola Renzi | 27 decembrie 2016   |
| São Tomé și Príncipe                     | Miniștri ai Afacerilor Externe (succesivi)                                                                                      | Elsa Teixeira Pinto | 3 decembrie 2018    |
| São Tomé și Príncipe                     | Miniștri ai Afacerilor Externe (succesivi)                                                                                      | Urbino Botelho | 18 octombrie 2016   |
| Senegal                                  | Ministru al Afacerilor Externe și Senegalezilor din Străinătate                                                                 | Sidiki Kaba | 7 septembrie 2017   |
| Serbia · (vezi și : § 2)                 | Ministru al Afacerilor Externe                                                                                                  | Ivica Dačić | 27 aprilie 2014     |
| Seychelles                               | Ministru pentru Afacerile Externe                                                                                               | Vincent Meriton (vicepreședinte)                                                                                         | 1 ianuarie 2018     |
| Sfântul Cristofor și Nevis               | Ministru al Afacerilor Externe                                                                                                  | Mark Brantley | 22 februarie 2015   |
| Sfânta Lucia                             | Ministru pentru Afacerile Externe                                                                                               | Allen Chastanet (prim-ministru)                                                                                          | 14 iunie 2016       |
| Sfântul Vincent și Grenadine             | Ministru al Afacerilor Externe                                                                                                  | Louis Straker | 16 decembrie 2015   |
| Sierra Leone                             | Miniștri ai Afacerilor Externe și Cooperării Internaționale (succesivi)                                                         | Alie Kabba | 24 mai 2018         |
| Sierra Leone                             | Miniștri ai Afacerilor Externe și Cooperării Internaționale (succesivi)                                                         | funcție vacantă | 24 aprilie 2018     |
| Sierra Leone                             | Miniștri ai Afacerilor Externe și Cooperării Internaționale (succesivi)                                                         | Kaifala Marah | 4 decembrie 2017    |
| Singapore                                | Ministru pentru Afacerile Externe                                                                                               | Vivian Balakrishnan | 1 octombrie 2015    |
| Siria                                    | Ministru al Afacerilor Externe și Expatriaților                                                                                 | Walid Muallem | 11 februarie 2000   |
| Slovacia                                 | Ministru al Afacerilor Externe și Europene                                                                                      | Miroslav Lajčák | 4 aprilie 2012      |
| Slovenia                                 | Miniștri ai Afacerilor Externe (succesivi)                                                                                      | Miro Cerar | 13 septembrie 2018  |
| Slovenia                                 | Miniștri ai Afacerilor Externe (succesivi)                                                                                      | Karl Erjavec | 10 februarie 2012   |
| Solomon, Insulele                        | Ministru al Afacerilor Externe                                                                                                  | Milner Tozaka | 15 decembrie 2014   |
| Somalia · (vezi și : § 3)                | Miniștri ai Afacerilor Externe și Cooperării Internaționale (succesivi)                                                         | Ahmed Isse Awad | 4 ianuarie 2018     |
| Somalia · (vezi și : § 3)                | Miniștri ai Afacerilor Externe și Cooperării Internaționale (succesivi)                                                         | Yusuf Garaad Omar | 21 martie 2017      |
| Spania · (vezi și : § 11)                | Miniștri ai Afacerilor Externe și Cooperării (succesivi)                                                                        | Josep Borrell | 6 iunie 2017        |
| Spania · (vezi și : § 11)                | Miniștri ai Afacerilor Externe și Cooperării (succesivi)                                                                        | Alfonso Dastis | 4 noiembrie 2016    |
| Sri Lanka                                | Miniștri ai Afacerilor Externe (succesivi)                                                                                      | Tilak Marapana | 20 dcembrie 2018    |
| Sri Lanka                                | Miniștri ai Afacerilor Externe (succesivi)                                                                                      | Sarath Amunugama | 29 octombrie 2018   |
| Sri Lanka                                | Miniștri ai Afacerilor Externe (succesivi)                                                                                      | Tilak Marapana | 15 august 2017      |
| Statele Unite ale Americii               | Secretari de Stat (succesivi)                                                                                                   | Mike Pompeo | 26 aprilie 2018     |
| Statele Unite ale Americii               | Secretari de Stat (succesivi)                                                                                                   | John J. Sullivan (interimar)                                                                                             | 1 aprilie 2018      |
| Statele Unite ale Americii               | Secretari de Stat (succesivi)                                                                                                   | Rex Tillerson | 1 februarie 2017    |
| Sudan                                    | Miniștri ai Afacerilor Externe (succesivi)                                                                                      | al-Dirdiri Mohamed Ahmed                                                                                                 | 14 mai 2018         |
| Sudan                                    | Miniștri ai Afacerilor Externe (succesivi)                                                                                      | Mohamed Abdalla Idris (interimar)                                                                                        | 19 aprilie 2018     |
| Sudan                                    | Miniștri ai Afacerilor Externe (succesivi)                                                                                      | Ibrahim Ghandour | 6 iunie 2015        |
| Sudanul de Sud                           | Miniștri ai Afacerilor Externe și Cooperării Internaționale (succesivi)                                                         | Nhial Deng Nhial | 17 iulie 2018       |
| Sudanul de Sud                           | Miniștri ai Afacerilor Externe și Cooperării Internaționale (succesivi)                                                         | Martin Elia Lomuro (interimar)                                                                                           | 23 aprilie 2018     |
| Sudanul de Sud                           | Miniștri ai Afacerilor Externe și Cooperării Internaționale (succesivi)                                                         | Deng Alor | 28 aprilie 2016     |
| Suedia                                   | Ministru pentru Afacerile Externe                                                                                               | Margot Wallström | 3 octombrie 2014    |
| Surinam                                  | Ministru al Afacerilor Externe                                                                                                  | Yildiz Pollack-Beighle                                                                                                   | 1 februarie 2017    |
| Swaziland                                | redenumit Eswatini | | 19 aprilie 2018     |
| Swaziland                                | Ministru al Afacerilor Externe și Cooperării Internaționale                                                                     | Mgwagwa Gamedze | 4 noiembrie 2013    |
| Tadjikistan                              | Ministru al Afacerilor Externe                                                                                                  | Sirodjidin Aslov | 29 noiembrie 2013   |
| Tanzania                                 | Ministru pentru Afacerile Externe, Cooperare Internațională și Integrare Regională                                              | Augustine Mahiga | 14 decembrie 2015   |
| Thailanda                                | Ministru al Afacerilor Externe                                                                                                  | Don Pramudwinai | 20 august 2015      |
| Timorul de Est                           | Miniștri ai Afacerilor Externe și Cooperării (succesivi)                                                                        | Dionísio Babo | 22 iumoe 2018       |
| Timorul de Est                           | Miniștri ai Afacerilor Externe și Cooperării (succesivi)                                                                        | Aurélio Guterres | 15 septembrie 2017  |
| Togo                                     | Ministru al Afacerilor Externe și Cooperării                                                                                    | Robert Dussey | 17 septembrie 2013  |
| Tonga                                    | Miniștri pentru Afacerile Externe (succesivi)                                                                                   | ʻAkilisi Pōhiva (prim-ministru)                                                                                          | 20 ianuarie 2018    |
| Tonga                                    | Miniștri pentru Afacerile Externe (succesivi)                                                                                   | funcție vacantă | 18 ianuarie 2018    |
| Tonga                                    | Miniștri pentru Afacerile Externe (succesivi)                                                                                   | Siaosi Sovaleni | 6 martie 2017       |
| Trinidad și Tobago                       | Ministru al Afacerilor Externe                                                                                                  | Dennis Moses | 11 septembrie 2015  |
| Tunisia                                  | Ministru al Afacerilor Externe                                                                                                  | Khemaies Jhinaoui | 6 ianuarie 2016     |
| Turcia                                   | Ministru al Afacerilor Externe                                                                                                  | Mevlüt Çavușoğlu | 24 noienbrie 2015   |
| Turkmenistan                             | Ministru al Afacerilor Externe                                                                                                  | Rașit Meredow | 7 iulie 2001        |
| Tuvalu                                   | Ministru pentru Afacerile Externe                                                                                               | Taukelina Finikaso | 5 august 2013       |
| Țările de Jos                            | Miniștri ai Afacerilor Externe (succesivi)                                                                                      | Stef Blok | 7 martie 2018       |
| Țările de Jos                            | Miniștri ai Afacerilor Externe (succesivi)                                                                                      | Sigrid Kaag (interinară)                                                                                                 | 13 februarie 2018   |
| Țările de Jos                            | Miniștri ai Afacerilor Externe (succesivi)                                                                                      | Halbe Zijlstra | 26 octombrie 2017   |
| Ucraina · (vezi și: § 3)                 | Ministru al Afacerilor Externe                                                                                                  | Pavlo Klimkin | 19 iulie 2014       |
| Uganda                                   | Ministru al Afacerilor Externe                                                                                                  | Sam Kutesa | 13 ianuarie 2005    |
| Ungaria                                  | Ministru al Afacerilor Externe                                                                                                  | Péter Szijjártó | 23 septembrie 2014  |
| Uruguay                                  | Ministru al Relațiilor Externe                                                                                                  | Rodolfo Nin Novoa | 1 martie 2015       |
| Uzbekistan                               | Ministru al Afacerilor Externe                                                                                                  | Abdulaziz Komilov | 13 ianuarie 2012    |
| Vanuatu                                  | Ministru pentru Afacerile Externe                                                                                               | Ralph Regenvanu | 18 decembrie 2017   |
| Vatican / Sfântul Scaun                  | Secretar pentru Relațiile cu Statele (Sfântul Scaun)                                                                            | Paul Gallagher | 8 noiembrie 2014    |
| Venezuela                                | Ministru al Puterii Populare pentru Afacerile Externe                                                                           | Jorge Arreaza | 2 august 2017       |
| Vietnam                                  | Ministru al Afacerilor Externe                                                                                                  | Phạm Bình Minh | 3 august 2011       |
| Yemen · (vezi și : § 10)                 | Miniștri ai Afacerilor Externe (succesivi)                                                                                      | Khaled al-Yamani (corevendicator începând cu 21 mai 2018)                                                                | 21 mai 2018         |
| Yemen · (vezi și : § 10)                 | Miniștri ai Afacerilor Externe (succesivi)                                                                                      | Abdulmalik Al-Mekhlafi (corevendicator din 2016 până în 21 mai 2018)                                                     | 1 decembrie 2015    |
| Zambia                                   | Miniștri ai Afacerilor Externe (succesivi)                                                                                      | Joe Malanji | 8 ianuarie 2018     |
| Zambia                                   | Miniștri ai Afacerilor Externe (succesivi)                                                                                      | Harry Kalaba | 14 septembrie 2016  |
| Zimbabwe                                 | Ministru al Afacerilor Externe                                                                                                  | Sibusiso Moyo | 30 noiembrie 2017   |

## State independente recunoscute parțial
| Statul                          | Separat din                                 | Funcția | Numele                   | Începând cu       |
| ------------------------------- | ------------------------------------------- | --- | ------------------------ | ----------------- |
| Abhazia                         | Georgia                                     | Ministru pentru Afacerile Externe                                                                                           | Daur Kove                | 4 octombrie 2016  |
| Ciprul de Nord                  | Cipru                                       | Miniștri ai Afacerilor Externe (succesivi)                                                                                  | Kudret Özersay           | 2 februarie 2018  |
| Ciprul de Nord                  | Cipru                                       | Miniștri ai Afacerilor Externe (succesivi)                                                                                  | Tahsin Ertuğruloğlu      | 16 aprilie 2016   |
| Kosovo                          | Serbia                                      | Ministru al Afacerilor Externe                                                                                              | Behgjet Pacolli          | 9 septembrie 2017 |
| Osetia de Sud – Alania          | Georgia                                     | Ministru al Afacerilor Externe                                                                                              | Dmitry Medoyev           | 25 mai 2017       |
| Statul Palestina (vezi și : §4) | Israel · Autoritatea Națională Palestiniană | Șefii Départementului Relațiilor Internaționale ai Comitului Executiv al Organizației de Eliberare a Palestinei (succesivi) | Ziad Abu Amr             | 2 august 2018     |
| Anees Sweidan                   | 25 ianuarie 2018?                           | |                          |                   |
| Ghassan al Shakaa?              | 27 august 2009                              | |                          |                   |
| Sahara occidentală              | Maroc                                       | Ministru al Afacerilor Externe                                                                                              | Mohamed Salem Ould Salek | 21 ianuarie 1998  |
| Taiwan                          | China                                       | Miniștri ai Afacerilor Externe (succesivi)                                                                                  | Joseph Wu                | 26 februarie 2018 |
| Taiwan                          | China                                       | Miniștri ai Afacerilor Externe (succesivi)                                                                                  | David Lee                | 20 mai 2016       |

## State independente nerecunoscute
| Statul                      | Separat din        | Funcția                                                                 | Numele                  | Începând cu        |
| --------------------------- | ------------------ | ----------------------------------------------------------------------- | ----------------------- | ------------------ |
| Republica Artsakh           | Azerbaidjan        | Ministru al Afacerilor Externe                                          | Masis Mayilyan          | 25 septembre 2017  |
| Donețk, Republica Populară  | Ucraina            | Ministru al Afacerilor Externe                                          | Natalya Nikonorova      | 22 februarie 2016  |
| Lugansk, Republica Populară | Ucraina            | Ministru al Afacerilor Externe                                          | Vladislav Deinevo       | 12 septembrie 2017 |
| Somaliland                  | Somalia            | Miniștri ai Afacerilor Externe și Cooperării Internaționale (succesivi) | Yasin Hagi Mohamud Hiir | 10 noiembrie 2018  |
| Somaliland                  | Somalia            | Miniștri ai Afacerilor Externe și Cooperării Internaționale (succesivi) | Saad Ali Shire          | octombrie 2015     |
| Transnistria                | Moldova, Republica | Ministru al Afacerilor Externe                                          | Vitaly Ignatyev         | 14 septembrie 2015 |

## Entități cu statut apropiat de cel de stat
| Entitate                                           | Funcție                                                                                   | Nume                             | Începând cu       |
| -------------------------------------------------- | ----------------------------------------------------------------------------------------- | -------------------------------- | ----------------- |
| Ordinul de Malta                                   | Mare Cancelar                                                                             | Albrecht Freiherr von Boeselager | 28 ianuarie 2017  |
| Autoritatea Națională Palestiniană (vezi și : § 2) | Ministru al Afacerilor Externe                                                            | Riyad al-Maliki                  | 1 septembrie 2007 |
| Uniunea Europeană                                  | Înalt Reprezentant al Unuinii Europene pentru Afacerile Externe și Politica de Securitate | Federica Mogherini               | 1 noiembrie 2014  |

## Teritorii britanice de peste mări și dependențe ale coroanei britanice
| Teritoriu | Suveranitate      | Funcția                                                                 | Numele           | Începând cu       |
| --------- | ----------------- | ----------------------------------------------------------------------- | ---------------- | ----------------- |
| Guernsey  | Coroana britanică | Conducător pentru relațiile externe (ministru pentru relațiile externe) | Jonathan Le Tocq | 6 mai 2016        |
| Jersey    | Coroana britanică | Miniștri pentru Relațiile Externe (succesivi)                           | Ian Gorst        | 7 iunie 2018      |
| Jersey    | Coroana britanică | Miniștri pentru Relațiile Externe (succesivi)                           | Philip Bailhache | 25 noiembrie 2011 |

## Departamente și colectivități de peste mări și teritorii cu statut special franceze
| Teritoriu          | Suveranitate | Funcția    | Numele         | Începând cu        |
| ------------------ | ------------ | ---------- | -------------- | ------------------ |
| Polinezia Franceză | Franța       | Președinte | Édouard Fritch | 12 septembrie 2014 |

## Dependințe și teritorii speciale ale Noii-Zeelande
| Teritoriu      | Suveranitate  | Funcția                                      | Numele                        | Începând cu   |
| -------------- | ------------- | -------------------------------------------- | ----------------------------- | ------------- |
| Cook, Insulele | Noua Zeelandă | Ministru al Afacerilor Externe și Imigrației | Henry Puna (prim-ministru)    | 25 iulie 2013 |
| Niue, Insule   | Noua Zeelandă | Ministru al Agențiilor Centrale              | Toke Tufukia Talagi (premier) | 19 iunie 2008 |
| Tokelau        | Noua Zeelandă | Șefi ai guvernului (succesivi)               | Afega Gaualofa                | 5 martie 2018 |
| Tokelau        | Noua Zeelandă | Șefi ai guvernului (succesivi)               | Siopili Perez                 | 8 martie 2017 |

## Teritorii speciale ale Statelor Unite ale Americii
| Teritoriu  | Suveranitate               | Funcția          | Numele               | Începând cu     |
| ---------- | -------------------------- | ---------------- | -------------------- | --------------- |
| Porto Rico | Statele Unite ale Americii | Secretar de stat | Luis G. Rivera Marín | 2 ianuarie 2017 |

## Alte teritorii nesuverane
| Teritoriu           | Suveranitate       | Funcția                                    | Numele              | Începând cu        |
| ------------------- | ------------------ | ------------------------------------------ | ------------------- | ------------------ |
| Feroe, Insulele     | Danemarca          | Ministru al Afacerilor Externe             | Poul Michelsen      | 15 septembrie 2015 |
| Găgăuzia            | Moldova, Republica | Șeful Departamentului Relațiilor Externe   | Vitaliy Vlah        | 30 aprilie 2015    |
| Groenlanda          | Danemarca          | Miniștri ai Afacerilor Externe (succesivi) | Ane Lone Bagger     | 5 octombrie 2018   |
| Groenlanda          | Danemarca          | Miniștri ai Afacerilor Externe (succesivi) | Vivian Motzfeldt    | 11 mai 2018        |
| Groenlanda          | Danemarca          | Miniștri ai Afacerilor Externe (succesivi) | Suka K. Frederiksen | 24 aprilie 2017    |
| Kurdistanul Irakian | Irak               | Șeful Departamentului de Relații Externe   | Falah Mustafa Bakir | septembrie 2000    |

## Guverne în exil și / sau alterantive
| Entitate                                    | Suveranitate recunoscută internațional                                                                                                  | Funcția                                                        | Numele                                                              | Începând cu        |
| ------------------------------------------- | --- | -------------------------------------------------------------- | ------------------------------------------------------------------- | ------------------ |
| Guvernul Alternativ al Estoniei             | Estonia · Guvern „în exil” care se consideră succesor al guvernului în exil din timpul ocupației sovietice                              | Ministru al afacerilor externe                                 | funcție vacantă                                                     | 14 decembrie 2003  |
| Guvernul provizoriu al Libiei               | Libia · (Guvern sub controlui Camerei Reprezentanților din Libia)                                                                       | Ministru al Afacerilor Externe                                 | Mohammed al-Dairi , (corevendicator începând cu 28 septembrie 2014) | 28 septembrie 2014 |
| Administrația Centrală Tibetană             | China (Guvern în exil) | Kalon (ministru) al Informațiilor și Relațiilor Internaționale | Lobsang Sangay (președinte al administrației centrale)              | 28 februarie 2016  |
| Guvernul Salvǎrii Naționale al Yemenului    | Yemen · (Guvern alternativ instituit de Consiliului Politic Suprem instalat de rebelii zaidiști Ansar Allah sau Houthis și aliații lor) | Ministru al Afacerilor Externe                                 | Hisham Abdullah (corevendicator începând cu 28 noiembrie 2016)      | 28 noiembrie 2016  |
| Consiliul de Tranziție al Sudului Yemenului | Yemen · (Guvernul Consiliului de Tranaziție al Sudului Yemenului)                                                                       | Director al DirecTiei Geerale pentru Afaceri Externe           | Mohammed al-Ghaithi                                                 | 11 mai 2017        |

## Diviziuni administrative autonome
Au fost prezentate doar diviziunile administrative care au în cadrul guvernului local portofoliul de ministru al afacerilor externe sau echivalent
| Diviziune                    | Aparține de   | Funcția                                                           | Numele                               | Începând cu       |
| ---------------------------- | ------------- | ----------------------------------------------------------------- | ------------------------------------ | ----------------- |
| Regiunea Capitalei Bruxelles | Belgia        | Ministru responsabil pentru Relațiile Externe                     | Guy Vanhengel                        | 7 mai 2013        |
| Catalonia                    | Spania        | Consilier prntru Acțiunilne Externă (succesivi)                   | Alfred Bosch                         | 22 noiembrie 2018 |
| Catalonia                    | Spania        | Consilier prntru Acțiunilne Externă (succesivi)                   | Ernest Maragall                      | 2 iunie 2018      |
| Catalonia                    | Spania        | Consilier prntru Acțiunilne Externă (succesivi)                   | funcție vacantă                      | 27 octombrie 2017 |
| Flandra                      | Belgia        | Ministru pentru Politica Externă                                  | Geert Bourgeois (ministru prezident) | 25 iulie 2014     |
| Québec                       | Canada        | Miniștri ai Relațiilor Internaționale și Francofoniei (succesivi) | Nadine Girault                       | 18 octombrie 2018 |
| Québec                       | Canada        | Miniștri ai Relațiilor Internaționale și Francofoniei (succesivi) | Christine Saint-Pierre               | 22 aprilie 2014   |
| Scoția                       | Regatul Unit' | Secretar al Cabinetului pentru Afacerile Externe                  | Fiona Hyslop                         | 1 decembrie 2000  |
| Valonia                      | Belgia        | Ministru prezident                                                | Willy Borsus                         | 28 iulie 2017     |
| Țara Galilor                 | Regatul Unit' | Ministru pentru relațiile internaționale                          | Eluned Morgan baroană Morgan of Ely  | 13 decembrie 2018 |
| Țara Galilor                 | Regatul Unit' | Prim ministru                                                     | Carwyn Jones                         | 10 decembrie 2009 |